# يوجين فيلد
يوجين فيلد (بالإنجليزية: Eugene Field)‏ هو محرر وكاتب وكاتب للأطفال وصحفي وشاعر أمريكي، ولد في 3 سبتمبر 1850 في سانت لويس في الولايات المتحدة، وتوفي في 4 نوفمبر 1895 في شيكاغو في الولايات المتحدة.

## وصلات خارجية
- يوجين فيلد على موقع الموسوعة البريطانية (الإنجليزية)
- يوجين فيلد على موقع ميوزك برينز (الإنجليزية)
- يوجين فيلد على موقع إن إن دي بي (الإنجليزية)
- يوجين فيلد على موقع ديسكوغز (الإنجليزية)